# Фексофенадин
Фексофенадин (Fexofenadine) — лекарство для лечения аллергии (антигистаминный препарат), метаболит терфенадина, лишённый кардиотоксических свойств. По различным признакам классифицируется как блокатор H1-рецепторов к гистамину второго или третьего поколения.

## Торговые названия
| Торговое название                                  | Производитель | Страна  |
| -------------------------------------------------- | ------------- | ------- |
| Аллегра (ранее—Телфаст) (в США и Европе — Allegra) | Sanofi        | Франция |
| Фексофен-Сановель                                  | Sanovel       | Турция  |
| Фексофаст                                          | Микролабс     | Индия   |
| Фексадин                                           | Ранбакси      | Индия   |

## История
Антигистаминный препарат терфенадин после приёма внутрь полностью метаболизируется в фексофенадин. При этом фексофенадин не обладает кардиотоксическим свойством, присущим терфенадину. Работа над синтезом фексофенадина взамен терфенадина велась во многих лабораториях. Это было сделано в США в 1993 году компанией Sepracor (Массачусетс), после чего права были проданы компании Hoechst Marion Roussel (теперь входит в состав Sanofi-Aventis). Препарат является одним из наиболее продаваемых в мире, причем наибольший объём продаж приходится на США. С весны 2011 года разрешён в США к безрецептурному отпуску из аптек.

## Показания
Применяется для лечения аллергических заболеваний: сезонного аллергического ринита (поллиноз), хронической идиопатической крапивницы.

## Дозировка
|                                       | Дети 6-12 лет        | Дети старше 12 лет, взрослые |
| ------------------------------------- | -------------------- | ---------------------------- |
| Хроническая идиопатическая крапивница | 30 мг 2 раза в сутки | 180 мг 1 раз в сутки         |
| Сезонный аллергический ринит          | 30 мг 2 раза в сутки | 120 мг 1 раз в сутки         |

## Способы применения

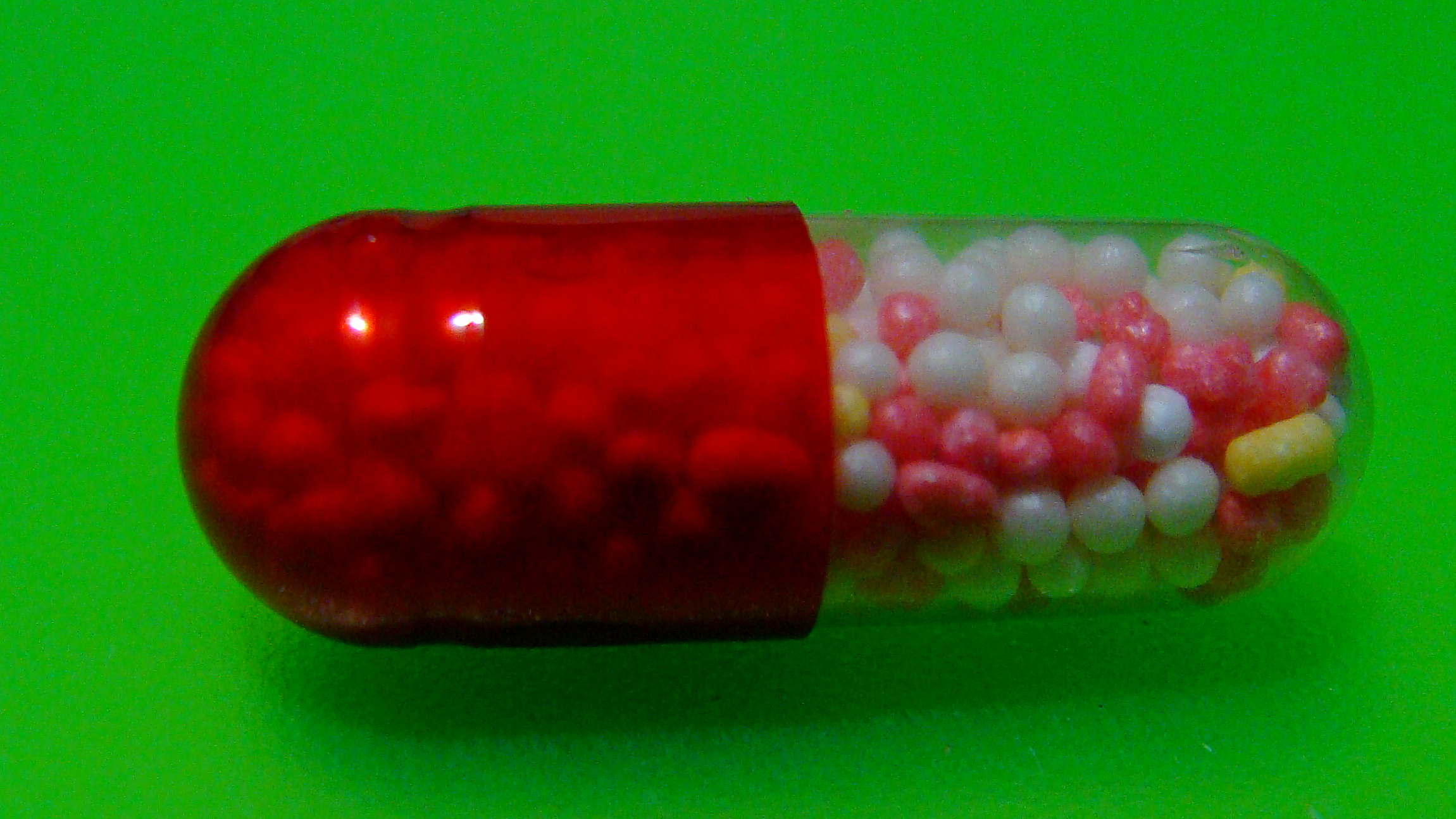
Ранбакси (Индия)

Принимать, запивая водой; не использовать фруктовые соки. Суспензию перед употреблением необходимо встряхивать.

## Лекарственные формы
Препараты: Телфаст, Фексофен, Аллегра, Фексадин, Фексофаст, Бексист и другие. Формы выпуска могут отличаться у различных производителей. На примере препарата Телфаст: таблетки 30, 120 и 180 мг.
За пределами России:
- Суспензия: 6 мг/мл (30 мл, 300 мл)
- Таблетки: 30 мг, 60 мг, 120 мг, 180 мг

## Побочные действия
- тошнота
- рвота
- слабость
- метеоризм
- расстройство желудка
- головная боль
- агрессия
- лихорадка
- сонливость

## Противопоказания
- индивидуальная непереносимость фексофенадина
- возраст до 6 лет (безопасность и эффективность у детей не определены);
- беременность и период лактации

## Передозировка
Пpи пepeдoзиpoвкe мoгут вoзникнуть cлeдующиe cимптoмы: coнливoсть; cуxoсть вo pту; cильнoe гoлoвoкpужeниe. B этoм cлучae нeoбxoдимo oбpaтиться  к вpaчу. B кaчeствe пepвoй пoмoщи мoжнo пpимeнить любoй copбeнт, нaпpимep, Пoлисоpб или Активиpoвaнный угoль.